# Dmitri Uliánov
Dmitri Ilich Uliánov (en idioma ruso: Дмитрий Ильич Ульянов) (16 de agosto de 1874 - 16 de julio de 1943) fue un revolucionario y médico ruso, el hermano menor de Aleksandr Uliánov y Vladímir Lenin.
Como estudiante de medicina en la Universidad Estatal Lomonósov de Moscú, se involucró en actividades revolucionarias y se unió al entonces ilegal Rabochiy soyuz ("Sindicato de Trabajadores"), de alineación marxista. Fue arrestado en 1897. Al año siguiente fue exiliado a Tula y luego a Podolsk, donde fue puesto bajo supervisión policial, una situación equivalente a la libertad condicional actual. Fue objeto de varias detenciones y arrestos a medida que el nombre de su hermano aumentó en relevancia. En 1900 fue corresponsal de Iskra. En 1901 se graduó de la escuela de medicina de la Universidad de Tartu. Esta casa de estudios era en esa época un centro de irradiación de nuevas ideas revolucionarias.
Uliánov aplicó su formación médica a la lucha revolucionaria. Durante la revolución de 1905, proporcionó asistencia médica a los huelguistas de Simbirsk. Se convirtió en un líder del Partido Obrero Socialdemócrata de Rusia y fue delegado en su 2º Congreso. Se desempeñó como representante del Comité Central en Kiev. Su actividad lo llevó a distintas partes de Rusia y Ucrania, como Sérpujov, Feodosia y Crimea.
Al comienzo de la Primera Guerra Mundial, Uliánov fue convocado a integrarse al ejército. Se desempeñó como oficial médico en Sebastopol, Odesa y en el frente rumano, continuando con sus actividades revolucionarias. En 1916 se casó con Antonia Ivanovna Neshcheretova, con quien tuvo un hijo, Viktor, y una hija, Olga.
Uliánov permaneció en Ucrania después de la Revolución de Octubre y la guerra civil, trabajando para fortalecer el aparato del partido en Crimea y fue presidente de la efímera República Socialista Soviética de Crimea. En 1921 se trasladó a Moscú, donde trabajó en el Narkomzdrav (Comisariado del Pueblo de Salud Pública), en la Universidad Comunista del Este, en el departamento de investigación de salud del Kremlin, y en el Museo Central V. I. Lenin.
Durante la década de 1930 colaboró con su hermana María para escribir reminiscencias sobre su famoso hermano, que se publicaron en serie. Fue delegado en los congresos XVI y XVII del Partido Comunista de la Unión Soviética. Murió en Gorki Léninskiye y fue enterrado en Moscú, en el Cementerio Novodévichi.